# El museo de secretos abandonados
El Museo de los Secretos Abandonados (ucraniano: Музей покинутих секретів) es una novela de 2009 escrita por Oksana Zabuzhko. La novela tiene más de 800 páginas y abarca seis décadas de la historia contemporánea de Ucrania. 
Los críticos han comparado el libro con Los Buddenbrooks de Thomas Mann. La novela, que es la tercera de Zabuzhko, consiste en una saga multigeneracional moderna que abarca desde los años 1940 al 2004, enmarcada en las investigaciones de una periodista, Daryna Hoshchynska, sobre acontecimientos históricos en el oeste de Ucrania, incluido el Holodomor, el Ejército Insurgente Ucraniano, cambios políticos posteriores y termina justo antes de la Revolución Naranja.  
El libro ganó el premio al mejor libro ucraniano de 2010, otorgado por la revista Korrespondent,  y el Premio de Literatura Centroeuropea Angelus de 2013, otorgado por la ciudad de Breslavia.   La presidenta del jurado del Ángelus, Natalya Gorbanevskaya, describió el libro como "un libro que entrelaza la historia y la modernidad, un libro que presenta la magia, el amor, la traición y la muerte". 

## Contenido
La novela describe la historia contemporánea de Ucrania a lo largo de varias décadas a través de la historia de varias generaciones desde la perspectiva de las mujeres, hasta 2004. El libro se centra en la periodista y presentadora de televisión Daryna Hoshchynska, que investiga el destino de una partisana ucraniana que es traicionada ante las autoridades soviéticas por su amante. Durante su investigación, Hoshchynska se enamora de su sobrino nieto. En el curso de la investigación, el lector aprende sobre el Holodomor, la hambruna en la Unión Soviética en la década de 1930, en la República Socialista Soviética de Ucrania, la historia y el fin de la UPA combinado con las luchas contra el dominio soviético y contra Polonia de 1943 a 1947. La historia continúa con el inicio del movimiento nacional ucraniano y la declaración de independencia en la Ucrania tardía y poscomunista. Otra historia secundaria es la muerte de su mejor amiga, una pintora que estaba casada con un miembro del parlamento.